# Lennie’s on the Turnpike
Lennie’s on the Turnpike war ein Jazzclub in Peabody (Massachusetts) bei Boston, der von 1951 bis 1971 bestand.
Der Club Lennie’s on the Turnpike wurde 1951 von Lennie Sogoloff an der Route One im nördlich von Boston gelegenen West Peabody gegründet. Sogoloff stellte zunächst nur eine Jukebox mit Jazzmusik auf, bevor er ab 1963 Blues- und Jazzmusiker live präsentierte. Dort spielten in den folgenden Jahren u. a. Künstler wie Jaki Byard, Charlie Byrd, Kenny Burrell, Al Cohn, Miles Davis, Art Farmer, Joe Farrell, Dizzy Gillespie, Benny Golson, Woody Herman, Earl Hines, Rahsaan Roland Kirk, Abbey Lincoln, Ronnie Mathews, Howard McGhee, Charles Mingus, Thelonious Monk, Charlie Musselwhite, Joe Newman, Sal Nistico, Buddy Rich, Jimmy Rushing, Charlie Shavers, Lucky Thompson, Pee Wee Russell, Zoot Sims, Sonny Stitt, Steve Swallow, Clark Terry, Muddy Waters und Phil Woods. Im Vorprogramm trat auch der Komiker Jay Leno auf. Hausmusiker waren einige Jahre Kent Carter und Mike Nock; der Schlagzeuger Alan Dawson spielte von 1962 bis 1970 in der Hausband.
1965 bezeichnete das Billboard Magazine Lennie’s on the Turnpike neben The Jazz Workshop und Conolly’s Star Dust Room  als bedeutendsten Jazzclub der Stadt. Der Club genoss bei den Musikern wegen der guten Akustik hohes Ansehen. Einige Konzerte, die in dem Club mitgeschnitten wurden, erschienen auch als Alben, darunter Booker Ervins und Jaki Byards Aufnahmen (1965) für Prestige Records und 1966 Go Power! von Illinois Jacquet mit Milt Buckner und Alan Dawson. 1971 musste der Club nach einem Brand geschlossen werden. Sogoloff veranstaltete danach weitere Jazzkonzerte an verschiedenen Veranstaltungsorten der Stadt, arbeitete ansonsten hauptberuflich als Geschäftsmann in Salem. Sogoloff, der 2014 starb, vermachte seine Sammlung von Memorabilia an die Salem State University, darunter eine Reihe von Fotos.